# ديميتري لارين
ديميتري لارين (بالروسية: Ларин, Дмитрий Борисович)‏ هو مدرب كرة قدم ولاعب كرة قدم روسي في مركز الدفاع، ولد في 26 يوليو 1973 في بيرفومايسك في روسيا. لعب مع أفانجارد كورسك ودينامو بريانسك.

## وصلات خارجية
- ديميتري لارين على موقع قاعدة بيانات كرة القدم.إي يو (الإنجليزية)
- ديميتري لارين على موقع Soccerway.com (الإنجليزية)